# Гелмер Педерсен
Гелмер Педерсен (англ. Helmer Pedersen, 28 березня 1930 — 24 серпня 1987) — новозеландський яхтсмен.
Олімпійський чемпіон 1964 року в класі Летючий голандець.